# Massacre de Makombo
Le massacre de Makombo fut un massacre des populations des localités de Makombo, Tapili et Mabanga en Haut-Uele  entre le 14 et le 17 décembre 2009 par les forces des LRA (Armée de résistance du Seigneur) en république démocratique du Congo. Ce massacre a fait d'après diverses sources plus de 300 morts.

## Chronologie des signalements
L'information ne se répandit dans les medias internationaux qu'en mars 2010, soit 3 mois après les faits. Il est donc intéressant de retracer la chronologie des évènements et leur communication par les médias, organisations gouvernementales et non-gouvernementales:
- 29 décembre 2009: Mgr Julien Andavo Mbia rapporte le massacre commis le 13 décembre par des miliciens de la LRA dans sa paroisse de Tapili et appelle à l'aide. Il nie l'arrestation d'un membre de la LRA à Tapili le 26 décembre par le gouvernement, comme l'aurait rapporté Radio Okapi, une radio congolaise soutenue par l'ONU[4].

- 31 décembre 2009: Le journal zaïrois Itimbiri ya Sika rapporte le massacre[5].

- 4 janvier 2010: Terre sans frontière reprend l'entretien avec l'évèque[6].

- 28 mars 2010: L'ONG Human Rights Watch (HWR) publie un rapport issu d'une enquête menée du 18 au 25 février 2010[7],[8].  Selon HRW, au moins 321 personnes ont été tuées et 250 enlevées dont 80 enfants[1]. Il indique dans son communiqué : « Les forces de la LRA ont attaqué au moins 10 villages, capturant, tuant et enlevant des centaines de civils, y compris des femmes et des enfants. La grande majorité des victimes étaient des hommes adultes que les combattants de la LRA ont d'abord ligotés, avant de les tuer à coups de machettes ou de leur écraser le crâne à coups de hache et de lourds gourdins. Au moins 13 femmes et 23 enfants figuraient parmi les victimes, dont la plus jeune, une fillette de 3 ans, a été brûlée vive. Les combattants de la LRA ont attaché certaines victimes à des arbres avant de leur écraser le crâne à coups de hache[1]. »

- 30 mars 2010: La division des droits de  l'homme de la Monuc (la mission de l'ONU en RDC) publie les conclusions d'une enquête menée mi-mars, soit deux semaines plus tard que celle d'HWR. Celles-ci confirment les informations rapportées précédemment. Le rapport ferait état d'au moins 290 morts et environ 150 enlèvements[9]. Le rapport détaillé n'est pas encore disponible.

## Réactions internationales

### Nations unies
La Monuc, qui dispose de militaires et d'observateurs dans la région, a mené une enquête sur ces évènements. Ses estimations sur le nombre de victimes sont sensiblement les mêmes que celles de Human Rights Watch.

### Forces armées de la république démocratique du Congo
Le général Jean-Claude Kifwa des FARDC (l'armée du pays), met en doute les chiffres avancés dans le rapport de Human Rights Watch à propos du nombre de personnes tuées. Il estime qu'il aurait fallu que les hommes de la LRA soient deux fois plus nombreux que les victimes pour abattre 321 personnes,.

### Gouvernement de la république démocratique du Congo
Luzolo Bambi Lessa, le ministre de la Justice et droits humains, estime d'après un rapport du gouvernorat de la province orientale Congo-Kinshasa qu'il y aurait eu au plus 25 personnes tuées.

### Ouganda
Le lieutenant-colonel Felix Kulayigye émet les mêmes doutes que le général Jean-Claude Kifwa sur le nombre de victimes. Selon lui, la LRA ne disposerait que de 200 hommes, ce qui serait insuffisant pour réaliser un massacre de cette ampleur. Il avance également que la LRA serait plutôt habituée à opérer en petits groupes de 4 ou 5 hommes,.

## Déroulement
- le 13 décembre, la LRA franchit l'Uele près de Mavanzonguda.
- le 14 décembre, attaque de Mavanzonguda, Bapu, Mabanga ya Táló Makombo et Mangada.
- le 15 décembre, attaque de Ngbiribi, Kilomètre 6, Tapili et Nokondoda.
- le 16 décembre, attaque de Kiliwa.
- le 17 décembre, attaque de Mavanzonguda
- le 18 décembre, la LRA franchit l'Uele et disparaît vers le Nord.